# Musée d'Art moderne et contemporain (Beyrouth)
Pour les articles homonymes, voir Musée d'art moderne et contemporain.
Le musée d'Art moderne et contemporain (en anglais : Modern And Contemporary Art Museum ou Macam), a été inauguré en juin 2013, dans une ancienne zone industrielle au Alita (nord de Beyrouth) au Liban,. Ce musée est destiné à la préservation et à la promotion de l'art moderne et contemporain du Liban.

## Histoire
Le musée présente une sélection de quatre cents sculptures et installations réalisées par soixante-cinq artistes nés ou ayant vécu au Liban. Il organise régulièrement des événements mettant en valeur des artistes libanais et invitant un public nouveau à découvrir l'art libanais.

## Exposition permanente
Les collections permanentes du musée sont réparties en deux salles, l'une consacrée à la sculpture et l'autre aux installations. De nombreuses œuvres sont prêtées ou offertes au Musée par les artistes ou leur famille.

### L'Espace Sculpture
La collection est organisée en fonction du matériau sculpté. Dans la salle des sculptures en bois, on trouve des œuvres de Youssef Basbous, de Salwa Raouda Shoucair, de Charles Khoury, de Mouazzaz Rawda, de Marwan Saleh, d'Ibrahim Zod et de Mohamad Darwish Sakr. Dans la salle des sculptures en pierre, des œuvres d'Ezzat Mezher, Wajih Nahle, Michel Basbous, Elias Bazouni, Hussein Madi et Alfred Basbous sont exposées. Dans la salle d'acier et de bronze, on peut découvrir une sélection des œuvres de Ginane Makki Bacho, de Raffoul Chahine, de Leila Jabre-Jureidini et de Zaven.
Il y a aussi une section consacrée aux céramistes libanais avec des œuvres de Dorothy Salhab Kazemi, May Ammoun et Neville Assad Salha.

### L'Espace Installation
Cette salle couvre 1 500 mètres (4 921,25985 pi) d'espace d'exposition intérieure et offre aux artistes un espace pour préserver leurs installations. Cette salle présente des œuvres de Mona Sehanoui, de Ziad Abillama, de Nabil Helou, de Raouf Rifai, de Mario Saba et de Nicole Younes.

## Projets

### Rétrospectives de sculpteurs libanais
Chaque année, le Macam honore un sculpteur libanais dont le travail a marqué la scène artistique du pays. En 2014, l'artiste Zaven était à l'honneur. Il est renommé pour son œuvre monumentale en bronze, mais aussi pour ses petites sculptures en bronze. Plus tard la même année, c'était au tour de Youssef Basbous, connu pour sa sculpture sur bois, d'être honoré. En 2015, le Macam a rendu hommage à Boulos Richa, un artiste forgeron de formation qui transforme des bouts de fer en art figuratif.

### Concours annuel de sculpture
En 2013, le Macam a organisé le concours « L'Âge de Bronze » dans lequel les artistes étaient invités à présenter une sculpture que le Musée ; les trois lauréats ont eu leur œuvre coulée en Bronze. En 2014, la compétition était entre des sculptures en bois, dans le cadre du « L'Âge de Bois ». En 2015, la compétition avait pour thème «L'Âge de fer».

## Publications

### Artistes libanais
- Loti Adaimi
- May Ammoun
- Alfred Basbous
- Joseph Basbous
- Chawky Frenn
- Samia Halaby
- Halim Jurdak
- Helen Khal
- Jamil Molaeb
- Khalil Mufarrij
- Krikor Norikian
- Samia Oseiran-Junblat
- Boulos Richa
- Mazen Rifai

### Art libanais
- (en) Nammour, C., Sculpture in Lebanon, Fine Arts Publishing, Beirut, 1990.
- (en) Nammour, C., In Front of Painting, Fine Arts Publishing, Beirut, 2003.
- (en) Khal, H., Resonances - 82 Lebanese Artists Reviewed, Fine Arts Publishing, Beirut, 2011.

### Autres publications
- (en) Schaub, G., Cedrus Libani – The Cedar of Lebanon, Fine Arts Publishing, Beirut, 2012.

### Brochures
- Beirut Art Book Fair (2009)
- Beirut Art Book Fair (2010)
- Beirut Art Book Fair (2011)
- Beirut Art Book Fair (2013)

### Lettre d'information
- (en) Macam news, lettre d'information mensuelle rendant compte des activités du musée.